# The Goodwin Games
The Goodwin Games è una serie televisiva statunitense trasmessa dal 20 maggio 2013 sulla rete televisiva Fox.

## Trama
Henry, Coney e Jimmy Goodwin sono tre fratelli che, dopo la morte del padre, sono costretti a ricongiungersi e seguire attentamente le indicazioni loro lasciate nel testamento al fine di poter ottenere la sua ricca eredità.

## Episodi
| Stagione       | Episodi | Prima TV USA | Prima TV Italia |
| -------------- | ------- | ------------ | --------------- |
| Prima stagione | 7       | 2013         | inedita         |

## Personaggi e interpreti
- Henry Goodwin, interpretato da Scott Foley.
- Coney Goodwin, interpretata da Becki Newton.
- Jimmy Goodwin, interpretato da T. J. Miller.
- Lucinda Hobbes, interpretata da Felisha Terrell.
- Lawrence Butler, interpretata da Melissa Tang.

## Produzione
The Goodwin Games è una sitcom ideata e prodotta dai già creatori della serie televisiva How I Met Your Mother Carter Bays e Craig Thomas e da Chris Harris; la Fox diede il via libera al loro progetto ordinando la produzione di un episodio pilota il 26 settembre 2011.
Il 10 febbraio 2012 la FOX confermò la produzione del pilot e annunciò il primo membro ad entrare a far parte del cast, Becki Newton, interprete di uno dei tre fratelli protagonisti della serie, Coney Goodwin. Il 23 febbraio venne ingaggiato Scott Foley, per il ruolo di Henry, fratello maggiore di Coney; mentre il giorno seguente Felisha Terrell si unì al cast per interpretare Lucinda Hobbes. Il 27 febbraio fu ingaggiato anche Jake Lacy, per il ruolo di Jimmy, fratello minore di Coney. Lacy venne poi sostituito il successivo 7 giugno da T. J. Miller, che nei mesi precedenti era stato impegnato nelle riprese di un altro pilot poi scartato dalla FOX, Little Brother. Il 28 marzo venne ingaggiato l'ultimo membro del cast principale, Melissa Tang, interprete del legale al quale si era rivolto il defunto padre dei fratelli Goodwin. Tale ruolo in origine era stato concepito come una figura maschile.
Dopo aver visionato una prima versione del pilot, il 9 maggio 2012 la FOX approvò la produzione di una prima stagione completa, la cui messa in onda venne programmata in midseason nella primavera del 2013. Nell'autunno 2012 la rete annunciò l'intenzione di fermare la produzione dopo la lavorazione del settimo episodio, decidendo poi di mandare in onda la serie solo dal 20 maggio 2013.